# 346999 Evalilly
346999 Evalilly este o planetă minoră (asteroid) din centura de asteroizi. A fost descoperită pe 15 februarie 2010 la Haleakalā Observatory⁠(d) de . 
Obiectul prezintă o orbită caracterizată de o semiaxă mare de 2,7592937064727 UAi, o excentricitate de 0,048018805045548, o înclinație de 4,5939652667613 ° în raport cu ecliptica.